# Marguerite Vincent Lawinonkié

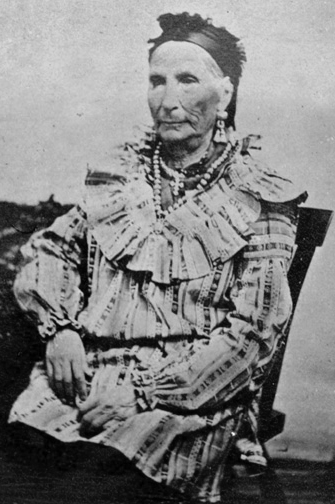
Marguerite Vincent Lawinonkié

Marguerite Vincent Lawinonkié (* 1783 Bay of Quinte/Ontariosee, Ontario; † 1865) war eine berühmte (Kunst-)Handwerkerin der Wyandot. 2008 wurde sie von der kanadischen Regierung für die Qualität ihrer Kunst als Person von nationaler historischer Bedeutung geehrt.

## Leben

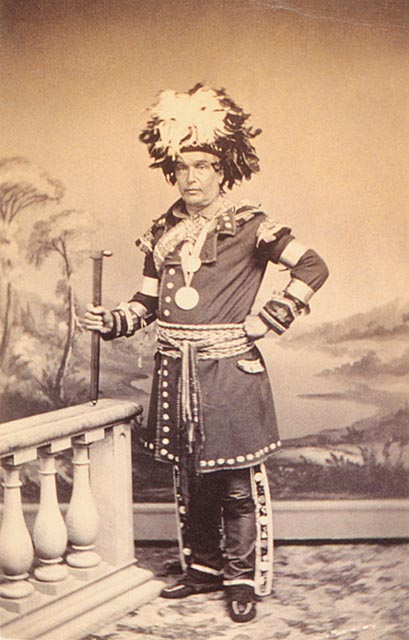
Lawinonkiés Sohn François-Xavier Picard Tahourenché, 1863

Lawinonkié wurde 1783 in die am Nordufer des Ontariosees in der Bucht von Quinte ansässige Wyandot-Gemeinschaft geboren.
Im Alter von 24 Jahren heiratete sie Paul Picard Hondawonhont im Indian reserve Wendake. Von all ihren gemeinsamen Kindern überlebte nur der Sohn Francois-Xavier Picard Tahourenche, der später Häuptling der Wyandot wurde, das Kindesalter. 
Bedingt durch das Leben im Reservat und abgeschnitten von ihren traditionellen Jagdgründen war es den Wyandot zunehmend nicht mehr möglich, ihrem von Jagd und Fischfang bestimmten Leben nachzugehen. Durch den Bevölkerungsanstieg im Reservat bedingt, reichte auch der Fischfang und der Mais- und Kartoffelanbau nicht mehr zuverlässig, die Menschen der Gemeinde zu ernähren. 
Zu diesem Zeitpunkt unterstützte Lawinonkié die Familie mit ihren kunsthandwerklichen Nadelarbeiten. Um 1830 gründete sie einen Handwerksbetrieb, der schnell Gewinn einbrachte und die meisten Bewohner der Siedlung beschäftigte. Dort wurden Schneeschuhe, Stiefel, Handschuhe und Schlitten für die Soldaten der Armee gefertigt und Mokassins, Handschuhe, Schneeschuhe, Eschenkörbe und Souvenirs für Besucher. Speziell Stickerei-Techniken wurden allmählich verfeinert und verschieden eingefärbtes Elchhaar verwendet. Als Untergrund der aufwendigen Arbeiten dienten Tierhäute, rote oder schwarze Stoffe und Birkenrinde. Lawinonkiés Schneeschuhe und Mokassins, bestickt mit Stachelschweinborsten und Elchhaar, waren bis nach Quebec und im Vereinigten Königreich bekannt. Ihr großer Erfolg kam der Entwicklung der lokalen Wirtschaft zugute und Lawinonkié wurde eine Pionierin im Bereich des Wyandot-Kunsthandwerks, das der Gemeinschaft ermöglichte ihren Lebensunterhalt zu sichern. 1879 waren sechzig der sechsundsiebzig Familien in Lorette (das heutige Wendake) im Handwerk beschäftigt und produzierten jährlich mehr als 30.000 Mokassins in Handarbeit. Die Wyandot-Gemeinschaft etablierte sich mit dem Verkauf ihrer zahlreichen handgefertigten Produkte, während sie gleichzeitig die traditionellen Techniken und das Wissen bewahrte und weitergab.
Lawinonkié starb im Jahre 1865 und wurde in Wendake begraben.

## Ehrungen und Gedenken
- Einige ihrer schönsten Werke, wie der Kopfschmuck, den sie für ihren Sohn fertigte, sind in Museen erhalten.
- Am 25. April 2008 erwarb Kanadas Nationalmuseum für Geschichte und Gesellschaft einige Besitztümer von James Bruce, 8. Earl of Elgin, darunter Schneeschuhe, zwei Paar mit Perlen bestickte Mokassins und zwei Tabletts aus Birkenrinde, die Lawinonkié zugeschrieben werden.[5]
- Ihr früheres Heim wurde erhalten und in ein Informations- und Kulturzentrum umgewandelt.[3]
- 2008 zeichnete die kanadische Regierung Lawinokié mit dem Ehrentitel Person of National Historic Significance (Person von nationaler historischer Bedeutung) aus mit der Begründung: "Brought to light the quality of the work and creativity of the artisans of Lorette and today is among the rare known artisans associated with this quality production."[1]